# Risa Nishioka
Risa Nishioka (født 3. marts 1997 i Ikoma) er en japansk basketballspiller, som deltog i 3x3-turneringen ved OL 2020 (afholdt i 2021) på hjemmebane i Tokyo. Japan blev nummer fem i turneringen.